# 25 mai
Pour les articles homonymes, voir Vingt-Cinq-Mai.
25 avril 25 juin
Chronologies thématiques
- Croisades
- Ferroviaires
- Sports
- Disney
- Anarchisme
- Catholicisme

Abréviations / Voir aussi
- (° 1852) = né en 1852
- († 1885) = mort en 1885
- a.s. = calendrier julien
- n.s. = calendrier grégorien
- Calendrier
- Calendrier perpétuel
- Liste de calendriers
- Naissances du jour

Le 25 mai est le 145e jour, moins souvent le 146e, de l'année du calendrier grégorien ; il en reste ensuite 220.
Son équivalent était généralement le 6 prairial du calendrier républicain ou révolutionnaire français, officiellement dénommé jour de la mélisse (une plante officinale).

## Événements

### XIesiècle
- 1085 : reprise de Tolède à ses occupants musulmans depuis 712 par les chrétiens du roi Alphonse VI de Castille et Leon lors de la Reconquista.

### XVesiècle
- 1401 : Martin le Jeune devient roi de Sicile.
- 1420 : Henri le Navigateur est nommé gouverneur de l'ordre du Christ.

### XVIesiècle
- 1521 : Martin Luther est déclaré hors-la-loi et hérétique par la diète de Worms.
- 1592 : début de la guerre Imjiin en Corée.

### XVIIesiècle
- 1659 : démission du Lord Protecteur Richard Cromwell.

### XVIIIesiècle
- 1720 : le Grand-Saint-Antoine accoste à Marseille, y apportant la peste.
- 1787 : début de la Convention de Philadelphie.
- 1793 : deuxième bataille de Fontenay-le-Comte, lors de la guerre de Vendée.

### XIXesiècle
- 1809 : première bataille de Bergisel, lors de la rébellion du Tyrol.
- 1810 : fin de la révolution de mai en Argentine ; les habitants de Buenos Aires chassent le vice-roi Baltasar Hidalgo de Cisneros ; ainsi débute la Guerre d'indépendance de l'Argentine.
- 1815 : bataille de Sainte-Anne-d'Auray lors de la Chouannerie de 1815.
- 1846 : évasion de Louis-Napoléon Bonaparte du fort de Ham.
- 1864 : vote de la Loi Ollivier abrogeant le délit de coalition et permettant ainsi, sous certaines conditions, l'exercice de la grève en France.
- 1882 : création de la Triplice.

### XXesiècle
- 1913 : Jean Jaurès prononce un discours au Pré-Saint-Gervais contre la loi des Trois ans devant 150 000 personnes.
- 1940 : début de la bataille de Dunkerque.
- 1946 : indépendance de la Jordanie.
- 1948 : opération Ben Nun en Palestine.
- 1958 : René Coty appelle Charles de Gaulle à la présidence du Conseil.
- 1963 : naissance de l'Organisation de l'unité africaine et de la Journée mondiale de l'Afrique.
- 1977 : Sortie au cinéma du premier film Star Wars, devenant alors la saga cinématographique la plus populaire de tous les temps.
- 1993 : création du tribunal pénal international pour l'ex-Yougoslavie.
- 1997 : 
  - renversement du président Ahmad Tejan Kabbah par un coup d'État militaire lors de la guerre civile en Sierra Leone.
  - reconnaissance diplomatique du régime des taliban par le Pakistan.

### XXIesiècle
- 2009 : la Corée du Nord procède à un deuxième essai supposé nucléaire.
- 2012 : massacre de Houla, pendant la guerre civile syrienne.
- 2014 :
  - élections européennes généralisées dans l'Union après avoir commencé ponctuellement chez certains membres lors de jours précédents[1].
  - Dalia Grybauskaitė est réélue présidente de Lituanie à l'issue d'un second tour électoral (toujours en U.E.).
  - Le magnat du chocolat Petro Porochenko est élu président dès le premier tour en Ukraine.
- 2015 : des élections législatives au Suriname sont remportées par les partisans du président Desi Bouterse.
- 2018 : l'Irlande approuve la levée de l'interdiction constitutionnelle de l'avortement par un référendum.
- 2020 :
  - des élections législatives ont lieu au Suriname afin d'en renouveler les 51 membres de l'Assemblée nationale du pays. Le Parti national démocratique du président Desi Bouterse y perd sa majorité absolue[2]. Des élections municipales sont organisées simultanément[3].
  - Le meurtre de George Floyd aux États-Unis y conduit dès le lendemain à des manifestations et des émeutes contre le racisme et les violences policières dans l’agglomération de Minneapolis-Saint Paul puis dans le reste du pays et dans le monde entier dans les jours suivants et à de nombreuses réactions de protestations dans les mondes politique, culturel ou sportif.
- 2025 : au Venezuela, les élections législatives ont lieu afin de renouveler les 277 députés de l'Assemblée nationale. L'opposition appelle au boycott du scrutin et les résultats préliminaires donnent sans surprise une large victoire au Grand Pôle patriotique Simón Bolívar (GPPSB), la coalition du président Nicolas Maduro, avec 82,68 % des voix au niveau national[4].

## Arts, culture et religion
- 1277 : l'évêque de Rodez Raymond de Calmont pose la première pierre de la cathédrale Notre-Dame de Rodez.
- 1650 : fin d'impression d'une dédicace vers la Lune souvent attribuée à Cyrano de Bergerac[pas clair].
- 1928 : publication du récit Nadja d'André Breton[5].Un autoportrait Qui est-elle ? par Nadja

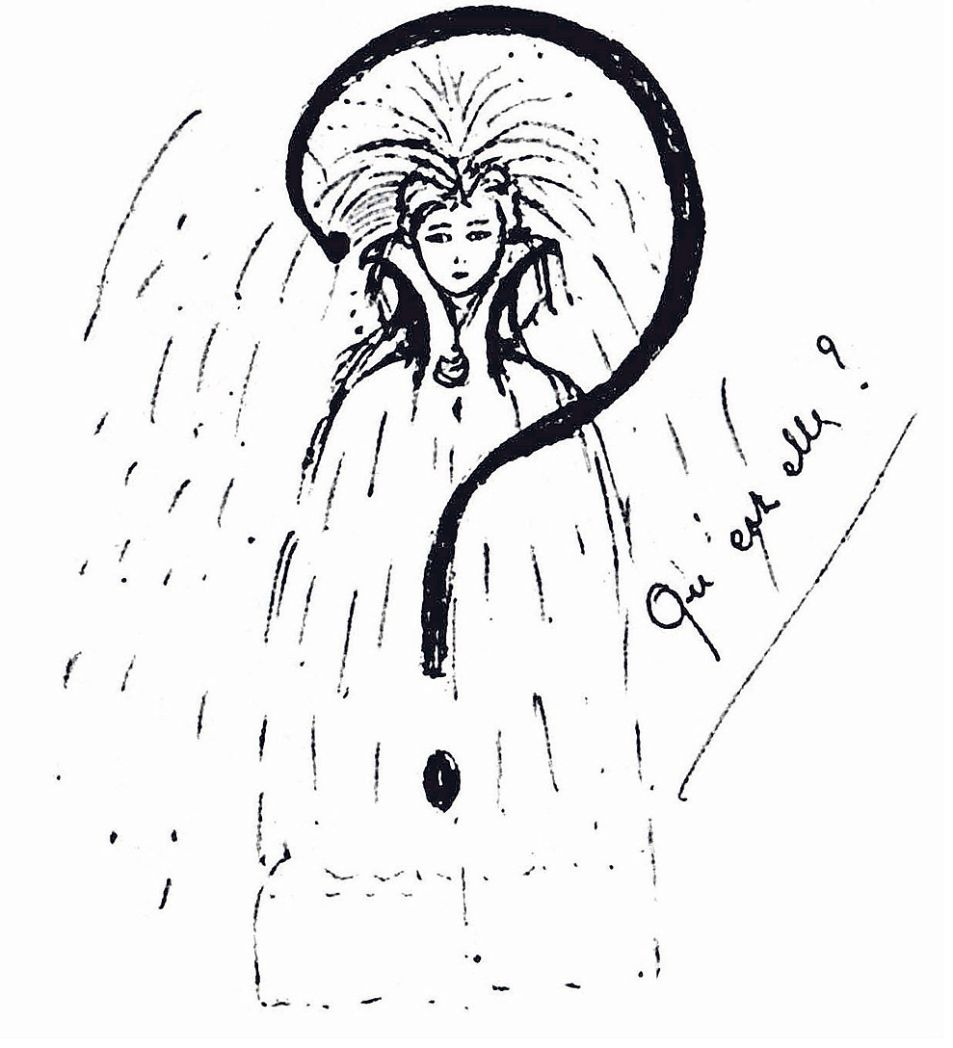
Un autoportrait Qui est-elle ? par Nadja

- 1977 : sortie du premier volet de la saga Star Wars qui sera plus tard re-numéroté quatrième, dans 32 salles américaines presque confidentielles et alors que son réalisateur George Lucas est en vacances à Hawaï[6].

## Sciences et techniques
- 1842 : Christian Doppler présente Sur la lumière colorée des étoiles doubles et d'autres étoiles du ciel à l'Académie royale des sciences de Bohème à Prague en utilisant l'effet Doppler dont il a établi la théorie.
- 1928 : son dirigeable Italia s'écrase au nord du Spitzberg lors de la deuxième expédition polaire d' Umberto Nobile.
- 2000 : un Airbus A330-301 de Philippine Airlines est détourné par Reginald Chua sur le vol 812.
- 2017 : premier tir d’essai depuis la Nouvelle-Zélande du lanceur spatial Electron.

## Économie et société
- 1895 : l'écrivain irlandais Oscar Wilde est condamné à deux ans de travaux forcés pour délit d'homosexualité.
- 1946 : exécution du médecin et tueur en série français Marcel Petiot.
- 1949 : un concours diffusé en direct à la télévision Radiodiffusion-télévision française / R.T.F. fait de Jacqueline Joubert et de sa dauphine Arlette Accart les deux premières speakerines officielles en France[7].
- 2018 : le règlement général sur la protection des données informatiques (R.G.P.D.) de l'Union européenne entre directement en application dans ses États membres.

## Naissances

### XIesiècle
- 1048 : Song Shenzong (宋神宗 / Zhao Xu dit), empereur de Chine (le 6e de la dynastie des Song) de 1067 à sa mort († 1er avril 1085).

### XIVesiècle
- 1334 : Sukō, empereur du Japon († 31 janvier 1398).

### XVesiècle
- 1458 : Mahmud Begada, sultan indien († 23 novembre 1511).

### XVIesiècle
- 1572 : Maurice de Hesse-Cassel, landgrave de Hesse-Cassel († 15 mars 1632).

### XVIIesiècle
- 1606 : Charles Garnier, missionnaire jésuite français, un des martyrs canadiens († 7 décembre 1649).
- 1625 : Gaspar Téllez-Girón y Sandoval (es), aristocrate, homme politique et militaire espagnol († 2 juin 1694).
- 1661 : Claude Buffier, jésuite, historien, grammairien et philosophe français († 17 mai 1737).

### XVIIIesiècle
- 1713 : John Stuart, homme politique et noble écossais, 3e comte de Bute et Premier ministre du Royaume-Uni († 10 mars 1792).
- 1718 : Jacques-François de Borda d'Oro, magistrat et géologue français († 4 janvier 1804).
- 1725 : Samuel Ward, homme politique et fermier américain, 31e gouverneur de la colonie de Rhode Island († 26 mars 1776).
- 1749 : Gregorio Funes, ecclésiastique, journaliste, historien, écrivain et homme politique argentin, recteur de l’université de Cordoue († 10 janvier 1829).
- 1783 : Philip Pendleton Barbour (en), homme politique et fermier américain, 12e président de la Chambre des représentants († 25 février 1841).
- 1788 : Jean Arago, militaire français († 9 juillet 1836).
- 1791 : Minh Mạng, 12e empereur de la dynastie des Nguyen († 20 janvier 1841).

### XIXesiècle
- 1803 :
  - Edward Bulwer-Lytton, 1er baron Lytton de Knebworth, du conseil privé du roi, secrétaire d'État aux Colonies, poète, dramaturge et romancier anglais († 18 janvier 1873).
  - Ralph Waldo Emerson, essayiste, poète et philosophe américain († 27 avril 1882).
- 1813 : Edmond de Sélys Longchamps, homme politique et scientifique belge († 11 décembre 1900).
- 1812 :
  - Louise de Broglie, comtesse d'Haussonville, écrivaine française († 21 avril 1882).
  - Jacob Burckhardt, historien, historien de l'art, philosophe de l'histoire et de la culture et historiographe suisse († 8 août 1897).
  - Filippo Pacini, anatomiste et microbiologiste italien, ayant isolé le bacille du choléra († 9 juillet 1883).
- 1826 : Ralph Griffith, indologue anglais († 7 novembre 1906).
- 1830 : Trebor Mai (en) (né Robert Williams), poète gallois († 5 août 1877).
- 1845 :
  - Eugène Grasset, graveur, affichiste et décorateur français († 23 octobre 1917).
  - Lip Pike (en), joueur et gérant américain de baseball († 10 octobre 1893).
- 1846 :
  - Naim Frashëri écrivain albanais et figure de la Renaissance albanaise (mort le 20 octobre 1900).
  - Helena du Royaume-Uni, princesse du Royaume-Uni, fille de la reine Victoria († 9 juin 1923).
- 1848 :
  - Helmuth Johannes Ludwig von Moltke, militaire allemand († 18 juin 1916).
  - Johann Baptist Singenberger (en), compositeur, professeur et éditeur suisse († 29 mai 1924).
- 1852 : William Muldoon (en), lutteur et culturiste américain († 3 juin 1933).
- 1853 : Elena Maseras (es), médecin et pédagogue espagnole, première femme diplômée de la faculté de médecine de l'université de Barcelone († 4 décembre 1905).
- 1856 : Louis Franchet d'Espèrey, militaire français, maréchal de France († 8 juillet 1942).
- 1860 : James McKeen Cattell, psychologue, auteur et éditeur américain († 20 janvier 1944).
- 1865 :
  - John Mott, dirigeant américain des Unions chrétiennes de jeunes gens, prix Nobel de la paix 1946 († 31 janvier 1955).
  - Pieter Zeeman, physicien néerlandais, prix Nobel de physique en 1902 († 9 octobre 1943)
- 1866 : Digno Núñez (es), éditeur et homme politique équatorien († 25 novembre 1949).
- 1867 : Anders Peter Nielsen, tireur sportif danois († 16 avril 1950).
- 1869 :
  - Robbie Ross (Robert Baldwin Ross dit), journaliste et critique d'art canadien († 5 octobre 1918).
  - Mathilde Verne, pianiste anglais († 4 juin 1936).
- 1877 : Billy Murray, chanteur et acteur américain († 17 août 1954).
- 1878 : Bill Robinson, danseur et acteur américain († 25 novembre 1949).
- 1879 :
  - William Maxwell « Max » Aitken, 1er baron Beaverbrook, chancelier du duché de Lancastre, homme politique et d'affaire canado-anglais († 9 juin 1964).
  - William Stickney, golfeur américain († 12 septembre 1944).
- 1880 : Jean Alexandre Barré, neurologue français († 26 avril 1967).
- 1882 : Marie Doro, actrice américaine († 9 octobre 1956)
- 1883 : Carl Johan Lind, athlète suédois († 2 février 1965).
- 1886 :
  - Rash Behari Bose (en), chef révolutionnaire indien († 21 janvier 1945).
  - Philip Murray, aciériste et syndicaliste scotto-américain († 9 novembre 1952).
- 1887 : Pio de Pietrelcina, capucin et prêtre italien († 23 septembre 1968).
- 1888 : 
  - Miles Malleson, acteur et scénariste anglais († 15 mars 1969).
  - Jean Wahl, philosophe français († 19 juin 1974).
- 1889 :
  - Günther Lütjens, amiral allemand († 27 mai 1941).
  - Igor Sikorsky, ingénieur aéronautique russe († 26 octobre 1972).
- 1890 : Antoine Richard, historien, professeur, militant communiste et syndicaliste français († 22 octobre 1947).
- 1897 :
  - Alan Kippax, joueur de cricket australien († 5 septembre 1972).
  - Gene Tunney, boxeur américain († 7 novembre 1978).
- 1898 : Bennett Cerf, éditeur américain, cofondateur de Random House († 27 août 1971).
- 1899 : Kazi Nazrul Islam, poète, musicien, révolutionnaire et philosophe bengali († 29 août 1976).
- 1900 : Alain Grandbois, écrivain québécois († 18 mars 1975).

### XXesiècle
- 1904 : Maurice Toesca, journaliste et écrivain français († 27 janvier 1998).
- 1905 : Antônio Caringi, sculpteur brésilien († 30 mai 1981).
- 1907 : U Nu, homme politique birman, premier ministre de Birmanie à trois reprises entre 1948 et 1962 († 14 février 1995).
- 1908 : Theodore Roethke, poète américain († 1er août 1963).
- 1909 :
  - Alfred Kubel, homme politique allemand, 5e premier ministre de Basse-Saxe († 22 mai 1999).
  - Marie Menken, actrice, réalisatrice et peintre américaine († 29 décembre 1970).
  - Tola Vologe, sportif et résistant français († 28 mai 1944).
- 1910 :
  - Gilberte Côté-Mercier, militante québécoise du Crédit social († 21 juin 2002).
  - Concha Linares-Becerra (es), auteure espagnole († 30 décembre 2009).
- 1912 :
  - Deokhye, dernière princesse de la Corée impériale († 21 avril 1989).
  - Isidro Lángara, footballeur espagnol († 21 août 1992).
  - Dean Rockwell (en), lutteur et entraîneur américain († 8 août 2005).
- 1913 :
  - Heinrich Bär, colonel et pilote allemand († 28 avril 1957).
  - Richard Dimbleby, journaliste, producteur et commentateur anglais de programmes de la BBC († 22 décembre 1965).
- 1916 :
  - Brian Dickson, juge canadien († 17 octobre 1998).
  - Giuseppe Tosi, lanceur de disque italien († 10 juillet 1981).
- 1917 :
  - Steve Cochran, acteur américain († 15 juin 1965).
  - Theodore Hesburgh, prêtre américain, recteur de l'université Notre-Dame-du-Lac († 26 février 2015).
- 1918 :
  - Ángel de Andrés (es), acteur espagnol († 5 août 2006).
  - Henry Calvin, acteur américain († 6 octobre 1975).
  - Horacio Casarín, footballeur et entraîneur mexicain († 10 avril 2005).
  - « Manolín » (es) (Manuel Palacios Sierra dit), comédien mexicain († 25 mars 1977).
- 1920 :
  - Dorothée Marie de Wittelsbach, archiduchesse d'Autriche, princesse de Bavière et grande-duchesse de Toscane († 5 juillet 2015).
  - Georges Bordonove, romancier et historien français († 16 mars 2007).
  - Noël Josèphe, homme politique français († 23 mars 2006).
  - Urbano Navarrete, prélat espagnol († 22 novembre 2010).
  - Arthur Wint, athlète et diplomate jamaïcain († 19 octobre 1992).
- 1921 :
  - Hal David, parolier américain († 1er septembre 2012).
  - Kitty Kallen, chanteuse américaine († 7 janvier 2016).
  - Jack Steinberger, physicien helvético-américain, prix Nobel de physique 1988 († 12 décembre 2020).
- 1922 : Enrico Berlinguer, homme politique italien, secrétaire général du Parti communiste italien de 1972 à sa mort († 11 juin 1984).
- 1924 : 
  - István Nyers, footballeur hongrois († 9 mars 2005).
  - Rafael Iglesias, boxeur argentin, champion olympique des poids lourds († 1er janvier 1999).
  - Germano Proverbio, religieux et latiniste italien († 27 mars 2020).
- 1925 :
  - Marcel Bluwal, metteur en scène et réalisateur de théâtre et de télévision († 23 octobre 2021).
  - Rosario Castellanos, poète mexicain († 7 août 1974).
  - Aldo Clementi, compositeur italien († 3 mars 2011).
  - Jeanne Crain, actrice américaine († 14 décembre 2003).
  - Warren Frost, acteur américain († 17 février 2017).
  - José María Gatica (en), boxeur argentin († 12 novembre 1963).
  - Eldon Griffiths, journaliste et homme politique anglais († 3 juin 2014).
  - Don Liddle (en), joueur de baseball américain († 5 juin 2000).
  - Claude Pinoteau, cinéaste français († 5 octobre 2012).
- 1926 :
  - Claude Akins, acteur américain († 27 janvier 1994).
  - Milt Bernhart, tromboniste de jazz américain († 22 janvier 2004).
  - William Bowyer, peintre anglais († 1er mars 2015).
  - Phyllis Gotlieb, romancière et poétesse canadienne († 14 juillet 2009).
  - Bill Sharman, basketteur et entraîneur américain († 25 octobre 2013).
  - David Wynne (en), sculpteur et peintre anglais († 4 septembre 2014).
- 1927 :
  - Robert Ludlum, écrivain américain († 12 mars 2001).
  - Héctor Juan Nervi (es), footballeur argentin († 28 septembre 2011).
  - Norman Petty, musicien, compositeur et producteur de musique américain († 15 août 1984).
  - Marcel Pollaud-Dulian, co-auteur français du duo Jacques Bastogne et administrateur de revue († 3 juillet 1998).
- 1929 :
  - Ann Robinson, actrice américaine.
  - Beverly Sills, soprano américaine († 2 juillet 2007).
- 1930 : 
  - Sonia Rykiel (née Sonia Flis), couturière et designeuse française († 25 août 2016).
  - Mario Sapag (es), humoriste, acteur et présentateur de télévision argentin († 14 avril 2012).
- 1931 :
  - Herb Gray, homme politique canadien († 21 avril 2014).
  - Gueorgui Gretchko, cosmonaute soviétique († 8 avril 2017).
  - Aili Jõgi (et), étudiante dissidente estonienne († 9 août 2017).
  - Michel Ringoir, pilote automobile belge.
  - Pierre Vernier, acteur français.
  - Irwin Winkler, producteur, réalisateur, scénariste et publicitaire américain.
- 1932 :
  - Roger Bowen, acteur américain († 16 février 1996).
  - John Gregory Dunne, écrivain, journaliste, critique littéraire et scénariste américain († 30 décembre 2003).
  - K. C. Jones, joueur et entraîneur de basket-ball américain († 25 décembre 2020).
  - Steve Rossi (en), acteur américain († 22 juin 2014).
- 1933 :
  - John Fulton, matador américain († 28 février 1998).
  - Romuald Klim, athlète biélorusse spécialiste du lancer du marteau († 28 mai 2011).
  - Sarah Marshall, actrice anglo-américaine († 18 janvier 2014).
  - Donald Nicholls, pair et avocat britannique († 25 septembre 2019).
  - Basdeo Panday, juriste et homme politique trinidadien, 5e Premier ministre de Trinidad-et-Tobago.
  - Ray Spencer (en), footballeur anglais († 9 juillet 2016).
  - Jógvan Sundstein (en), comptable et homme politique féroïen, 7e Premier ministre des Îles Féroé.
- 1934 : Heng Samrin, homme politique cambodgien.
- 1935 :
  - Cookie Gilchrist, joueur de football américain dans l’AFL et la LCF († 10 janvier 2011).
  - William Patrick Kinsella, écrivain canadien († 16 septembre 2016).
  - Victoria Shaw, actrice américaine († 17 août 1988).
- 1936 :
  - Alphonse Georger, prélat français.
  - Tom T. Hall, chanteur et compositeur américain de musique country. († 20 août 2021).
- 1937 : Monique Lejeune, actrice française.
- 1938 : Guy Chevalier, prélat français.
- 1939 :
  - Ferdinand Bracke coureur cycliste belge.
  - Dixie Carter, actrice américaine († 10 avril 2010).
  - Mike Harris, pilote automobile sud-africain († 8 novembre 2021).
  - Ian McKellen, acteur britannique.
  - Francis Mer, industriel et homme politique français un temps ministre de l'Économie, des Finances et de l'Industrie.
- 1940 : Nobuyoshi Araki, photographe japonais.
- 1943 : 
  - Jean-Claude Sachot, († 12 mars 2017).
  - Jessi Colter, chanteuse de musique country américaine.
- 1944 :
  - Pierre Bachelet, chanteur français († 15 février 2005).
  - Carles Miralles i Solà, écrivain et universitaire catalan († 29 janvier 2015).
  - Frank Oz (Frank Richard Oznowicz dit), réalisateur et marionnettiste britannique.
- 1947 :
  - Mitch Margo (Mitchell Stuart Margo dit), chanteur et compositeur américain du groupe The Tokens († 24 novembre 2017).
  - Karen Valentine, actrice américaine.
- 1948 : Klaus Meine, chanteur allemand du groupe Scorpions.
- 1949 : 
  - Umberto Menin, artiste italien.
- 1950 : Louis Saïa, réalisateur, scénariste et producteur québécois.
- 1951 :
  - François Bayrou, homme politique français, maire de Pau et Premier ministre de la France.
  - Bob Gale, réalisateur, scénariste et producteur américain.
- 1953 : Eve Ensler, dramaturge féministe américaine.
- 1954 : Yann (Yann Le Pennetier dit), scénariste et illustrateur de bande dessinée français.
- 1955 : Connie Sellecca, actrice américaine.
- 1957 : 
  - Véronique Augereau, actrice de doublage vocal française (dont Marge Simpson).
  - Robert Picard, joueur de hockey sur glace québécois.
- 1958 : Paul Weller, chanteur britannique.
- 1959 : Rick Wamsley, joueur de hockey sur glace canadien.
- 1961 : Isabelle Benhadj, animatrice française de radio et de télévision, principalement en voix off, comédienne et chanteuse.
- 1962 :
  - Gilles Bouleau, journaliste français.
  - Ric Nattress, défenseur de hockey sur glace canadien.
- 1963 : Mike Myers, homme de cinéma canadien.
- 1964 :
  - Ivan Bella, spationaute slovaque.
  - David Shaw, joueur de hockey sur glace canadien.
  - Ray Stevenson (George Raymond Stevenson dit), acteur britannique († 21 mai 2023).
- 1965 : John D. Olivas, astronaute américain.
- 1968 : Daniel Keczmer (Daniel Leonard Keczmer dit), joueur défenseur international américain de hockey sur glace.
- 1969 :
  - Anne Heche, actrice américaine.
  - Dmitri Kondratiev, cosmonaute russe.
- 1970 :
  - Joey Eischen (en), joueur de baseball américain.
  - Jamie Kennedy, acteur américain.
- 1971 : 
  - Justin Henry, (enfant) acteur américain.
  - Stefano Baldini, marathonien italien, champion olympique.
- 1972 :
  - Barbara Schulz, actrice française.
  - Octavia Spencer, actrice, productrice et réalisatrice américaine.
- 1974 : Miguel Tejada, joueur de baseball dominicain.
- 1975
  - Claire Castillon, écrivain français.
  - Mounir Satouri, homme politique et député européen français.
- 1976 : 
  - Cillian Murphy, acteur et musicien irlandais.
  - Stefan Holm, athlète suédois, champion olympique du saut en hauteur.
- 1977 : Dos Caras, Jr., catcheur mexicain.
- 1978 :
  - Adrián García, joueur de tennis chilien.
  - Brian Urlacher, joueur de football américain.
  - Michael Wollny, pianiste allemand de jazz expérimental.
- 1979 :
  - Carlos Bocanegra, footballeur américain.
  - Caroline Ouellette, joueuse de hockey sur glace canadienne.
  - Jonny Wilkinson, joueur de rugby anglais.
  - Chris Young, joueur de baseball américain.
- 1982 : Ezekiel Kemboi, athlète kenyan spécialiste du 3000 m steeple, double champion olympique.
- 1983 : Marcelinho Huertas, basketteur brésilien.
- 1984 : Kyle Brodziak, hockeyeur sur glace canadien.
- 1985 :
  - Karen Northshield, ancienne monitrice de fitness.
  - Joe Anoa'i, catcheur et footballeur américain.
- 1986 : Yoan Gouffran, footballeur français.
- 1987 : Zoí Dimitrákou, basketteuse grecque.
- 1988 : Cameron van der Burgh, nageur sud-africain.
- 1990 : Taylor Rotunda, catcheur américain.
- 1991 : Sadek (Sadek Bourguiba dit), rappeur et acteur français d'origine russo-tunisienne.
- 1992 : Ayoub Mohamed Farhi, footballeur algérien.
- 1994 : Matthew Murray, hockeyeur sur glace canadien.
- 1996 : David Pastrňák, hockeyeur sur glace tchèque.
- 1999 : Ibrahima Konaté, footballeur français.

## Décès

### VIIesiècle
- 641 : Constantin III, empereur byzantin un peu plus de 3 mois du 12 février 641 à sa mort (° 3 mai 612, dynastie héraclide de 610 à 711).

### Xesiècle
- 992 : Mieszko Ier, duc de Pologne (° 935).

### XIesiècle
- 1085 : Grégoire VII, 157e pape (° 1015/1020).

### XIVesiècle
- 1326 : Eberhard de Nysa, prélat polonais (° inconnue).
- 1366 : Arnaud de Cervole, chef mercenaire français (° vers 1300).

### XVIesiècle
- 1510 : Georges d'Amboise, prélat français (° 1460).

### XVIIesiècle
- 1681 : Pedro Calderón de la Barca, poète espagnol (° 17 janvier 1600).
- 1693 : Marie-Madeleine de La Fayette, romancière française (° 18 mars 1634).

### XVIIIesiècle
- 1728 : Frédéric-Louis de Nassau-Ottweiler, comte de Nassau (° 13 novembre 1651).
- 1782 : Vigilius Erichsen, peintre danois (° 2 septembre 1722).
- 1786 : Pierre III de Portugal, roi de Portugal (° 5 juillet 1717).
- 1789 : Anders Dahl, botaniste suédois (° 17 mars 1751).

### XIXesiècle
- 1834 : Charles Joseph Auriol, peintre suisse (° 13 novembre 1778).
- 1862 : Johann Nestroy, acteur, chanteur et dramaturge autrichien (° 7 décembre 1801).
- 1886 :
  - Nicola Botta, homme politique italien (° 9 août 1834).
  - Louis Auguste Boudet, homme politique français (° 28 août 1803).
  - Aimé Henri Faton de Favernay, homme politique français (° 9 mars 1827).

### XXesiècle
- 1902 : Ignace Hoff, sous-officier français, héros du siège de Paris (° 20 juillet 1836).
- 1934 : Gustav Holst, compositeur anglais (° 21 septembre 1874).
- 1946 : Marcel Petiot, tueur en série français (° 17 janvier 1897).
- 1948 : Witold Pilecki, résistant polonais anti-nazi (° 13 mai 1901).
- 1954 : Robert Capa, photographe américain (° 22 octobre 1913).
- 1960 : « El Gallo » (Rafael Gómez Ortega dit), matador espagnol (° 18 juillet 1882).
- 1963: Maurice Fongueuse (°19 août 1888)
- 1971 : Gustav-Adolf Mossa, peintre français (° 28 janvier 1883).
- 1974 : Donald Crisp, cinéaste et acteur britannique (° 27 juillet 1882).
- 1979 (présumé mort en septembre 2001 en justice) : disparition d'Etan Patz à l'origine de commémoration(s) ci-dessous (° vers 1973).
- 1990 : Vic Tayback, acteur et réalisateur américain (° 6 janvier 1930).
- 1995 : Dany Robin, actrice française (° 14 avril 1927).
- 1996 :
  - Renzo De Felice, historien italien (° 8 avril 1929).
  - Guy Mazeline, écrivain et romancier français (° 12 avril 1900).
  - Bradley Nowell, musicien américain, guitariste et chanteur du groupe Sublime (° 22 février 1968).
  - Barney Wilen, musicien français (° 4 mars 1937).
- 1997 : Marguerite Thiébold, écrivain français (° 12 août 1908).
- 1998 :
  - Andreï Khokhriakov, botaniste soviétique puis russe (° 2 septembre 1933).
  - José Pedraza Zúñiga, athlète de marche mexicain (° 13 avril 1937).
  - Todd Witsken, joueur de tennis américain (° 4 novembre 1963).

### XXIesiècle
- 2001 : Alberto Korda, photographe cubain (° 14 septembre 1928).
- 2005 :
  - Michaël Chamberlin, musicien français, bassiste du groupe Dolly (° 1969).
  - Alexandre Favre, ingénieur et physicien français (° 23 février 1911).
  - Ismail Merchant, cinéaste indien (° 25 décembre 1936).
  - Zoran Mušič, peintre et graveur slovène (° 12 février 1909).
- 2006 :
  - Desmond Dekker, musicien jamaïcain (° 16 juillet 1941).
  - Lars Gyllensten, romancier suédois (° 12 novembre 1921).
- 2007 :
  - Ferruccio Bortoluzzi, artiste peintre italien (° 6 décembre 1920).
  - Buddy Childers, trompettiste de jazz américain (° 12 février 1926).
  - Bartholomew Ulufa'alu, homme politique salomonais (° 25 décembre 1950).
- 2011 :
  - Leonora Carrington, peintre et romancière mexicaine (° 5 avril 1917).
  - Roger Gautier, rameur français (° 11 juillet 1922).
- 2014 :
  - Marcel Côté, économiste et personnalité politique québécoise (° 29 juillet 1942).
  - Wojciech Jaruzelski, militaire et homme d'État polonais, président de la république populaire de Pologne de 1989 à 1990 (° 6 juillet 1923).
  - Bunny Yeager, mannequin et photographe américaine (° 13 mars 1929).
- 2015 : Robert Lebel, évêque catholique canadien (° 8 novembre 1924).
- 2016 :
  - Neil Cunningham, pilote automobile et cascadeur néo-zélandais (° 1964).
  - Zoltán Ésik, mathématicien hongrois (° 25 juin 1951).
  - Élie-Charles Flamand, écrivain et poète français (° 25 décembre 1928).
  - Ian Gibson, footballeur écossais (° 30 mars 1943).
  - Yang Jiang, écrivaine, dramaturge et traductrice chinois (° 17 juillet 1911).
  - Guu Jin-Shoei, athlète taïwanaise (° 15 janvier 1960).
  - Gyula Kosice, poète et sculpteur argentin (° 26 avril 1924).
  - Valentin Petry, cycliste allemand (° 5 mai 1928).
  - John Webster, théologien britannique (° 20 juin 1955).
- 2017 :
  - Giovanni Bignami, astrophysicien italien (° 10 avril 1944).
  - Jean-Paul Chifflet, banquier français (° 3 septembre 1949).
  - Herman Gordijn, peintre et graphiste néerlandais (° 16 mai 1932).
  - Alistair Horne, historien et journaliste britannique (° 9 novembre 1925).
  - Frédérick Leboyer, gynécologue et obstétricien français (° 1er novembre 1918).
- 2018 :
  - Sergio Graziani, acteur italien (° 10 novembre 1930).
  - Léon-François Hoffmann, écrivain français (° 11 avril 1932).
  - Piet Kee, compositeur et organiste néerlandais (° 30 août 1927).
  - Frederick Kovaleski, joueur de tennis américain (° 8 octobre 1924).
  - Naser Malek Motiee, acteur iranien (° 28 mars 1930).
  - Max Pagès, psychosociologue français (° 26 janvier 1926).
  - Hildegard Puwak, femme politique roumaine (° 16 septembre 1949).
- 2019 :
  - René Goulet, catcheur canadien (° 12 juillet 1932).
  - Karel Masopust, hockeyeur sur glace tchécoslovaque puis tchèque (° 4 octobre 1942).
  - Nicolae Pescaru, footballeur puis entraîneur roumain (° 27 mars 1943).
- 2020 :
  - Marcelino Campanal, footballeur espagnol (° 13 février 1931).
  - Francis Dufour, homme politique canadien (° 28 mars 1929).
  - George Floyd (George Perry Floyd Jr. dit), homme afro-américain connu par sa mort filmée et ses derniers mots lors d'une interpellation avec placage au sol et à la gorge par des policiers à Minneapolis dans l'État du Minnesota aux États-Unis (° 14 octobre 1973).
  - Yves Jeanneret, chercheur et enseignant français (° 14 décembre 1951).
  - Jimmy Kirunda, footballeur ougandais (° ? 1950).
  - Renate Krößner, actrice allemande (° 17 mai 1945).
  - Marv Luster, joueur américain de football canadien (° 27 novembre 1937).
  - Paolo Marzotto, pilote automobile italien (° 9 septembre 1930).
  - Roland Michaud, photographe français (° 23 septembre 1930).
  - Balbir Singh, hockeyeur sur gazon indien (° 10 octobre 1925).
  - Vadão, footballeur puis entraîneur brésilien (° 21 août 1956).
- 2021 : 
  - Grégoire Pierre XX Ghabroyan, patriarche de Cilicie des Arméniens (° 15 novembre 1934).
  - Roger Gifford, banquier britannique et maire de Londres (° 3 août 1955)
  - Eilat Mazar, archéologue israélienne (°10 septembre 1956)
  - John Warner, secrétaire à la Marine des États-Unis de 1972 à 1974
- 2023 :
  - Victor Manuel Contreras, sculpteur mexicain (° 6 août 1941).
  - Glenn Farr, monteur américain (° 26 mars 1946).
- 2024 :
  - Pierre Michel Chéry, écrivain haïtien (° 18 mars 1956).
  - Hugues Gall, directeur d'opéra français (° 18 mars 1940).
  - Grayson Murray, golfeur américain (° 1er octobre 1993).
  - Albert S. Ruddy, producteur et scénariste américano-canadien (° 28 mars 1930).
  - Richard M. Sherman, compositeur américain (° 12 juin 1928).
  - Gladys Smuckler Moskowitz, chanteuse, compositrice et professeur américaine (° 25 janvier 1928).
  - Johnny Wactor, acteur américain (° 31 août 1986).
- 2025 :
  - François Barcelo, publicitaire et écrivain canadien (° 4 décembre 1941).
  - Christophe Clément, entraîneur de chevaux de course français (° 1er novembre 1965).
  - Gaston, musicien de jazz, auteur compositeur interprète et professeur de musique français (° 28 décembre 1931).
  - Simon House, musicien britannique (° 29 août 1948).
  - Yvan Labéjof, comédien de théâtre, chanteur et metteur en scène antillais français (° 21 janvier 1938).
  - Hilda Lini, femme politique vanuataise (° 7 septembre 1954).
  - Foday Musa Suso, musicien et compositeur malo-gambien (° 1950).
  - Marie Tomášová, actrice tchécoslovaque puis tchèque (° 18 avril 1929).
  - Harrison Ruffin Tyler, ingénieur chimiste, homme d'affaires et défenseur de l'environnement américain (° 9 novembre 1928).

## Célébrations

### Internationales
- « Journée internationale des enfants disparus »[8] dont aux États-Unis ci-après depuis 1983 sous Reagan.
- « Journée mondiale de l'Afrique »[9],[10] commémorant la fondation en 1963 de l'Organisation de l'unité africaine (O.U.A.) remplacée depuis 2002 par l'Union africaine (U.A.) ; première journée de la « semaine mondiale de l'octroi de l'indépendance aux pays et aux peuples coloniaux »[réf. nécessaire][11].

### Nationales
- Argentine : fête nationale du jour de la révolution.
- Bolivie : « anniversaire du primer grito libertario »[12] (« premier cri de liberté ») poussé lors du soulèvement populaire de la révolution de Chuquisaca à Sucre.
- Îles Cook : Palmerston gospel day à Palmerston[13] commémorant l'arrivée du christianisme dans cet atoll de l'océan Pacifique.
- Espagne (Union européenne à zone euro) : geek pride day, manifestation humoristique annuelle revendiquant le droit d'être un geek.
- États-Unis : « journée nationale des enfants disparus » commémorant d'abord le jour de la disparition d'Etan Patz âgé de 6 ans en 1979.
- Jordanie : fête nationale et fête de l'indépendance commémorant celle du pays vis-à-vis du Royaume-Uni en 1946.
- Lettonie (Union européenne à zone euro) : voir religiosité ci-après.
- Liban : fête de la libération du sud, ou « jour de la résistance et de la libération »[14] commémorant le retrait de l'armée israélienne en 2000.
- Mexique : día del contador público[15] / « journée des experts-comptables » en mémoire de la nomination du premier contador de comercio en 1907.

### Religieuses
- Mythologie lettone pagano-agricole christianisée en référence à Saint Urbain (urbanas diena) : jour de période propice pour différents semis de cultures (un jour ensoleillé pouvait signifier une récolte consécutive saine, dictons plus bas).
- Scientologie : Integrity Day / fête de l'intégrité, journée de réflexion sur l'éthique scientologue.
- Christianisme : mémoire de Saint Jacques « frère de Dieu », avec station dans la Fondation de Paul, lectures de Ac. 15, 13(-29) (ou Ga. 1, 11-20) et de Mt. 23, 34 – 24, 1 -avec pour mots communs à Ac. et Mt. : « sang », « synagogues » ; à Ga. et Mt. : « sang » ; à Ac. et Ga. : « Jacques », « sang »-, dans le lectionnaire de Jérusalem.
- Depuis 2000, l'Église kimbanguiste originaire du Bas-Congo et comptant 17 millions de fidèles, fête Noël le 25 mai.

### Saints des Églises chrétiennes

#### Saints catholiques et orthodoxes du jour
Référencés ci-après in fine, :
- Aldhelm de Sherborne († 709) ou « Adelme », moine bénédictin puis abbé de Malmesbury, évêque de Sherborne en Angleterre enfin.
- Bède le Vénérable († 735) ou « Bæda » ou « Beda » en saxon, hiéromoine, premier historien de l'Angleterre (voir aussi 26 et 27 mai).
- Canion de Juliana (Ve siècle) ou « Canio », évêque, jeté à la mer dans un vieux vaisseau carthaginois par les Vandales et qui échoua ainsi en Campanie.
- Denis de Milan († vers 360), évêque de Milan, mort exilé en Cappadoce.
- Dizan de Saintes (VIIIe siècle), évêque.
- Flavien de Carthage († 259), avec d'autres compagnons, martyrs en Afrique romaine sous Valérien.
- Gennade d'Astorga († vers 925 ou 936), higoumène (abbé) puis évêque d'Astorga en León (Espagne) et enfin ermite.
- Injurieux et Scholastique († 388), laïcs auvergnats.
- Léon de Mantenay († 550), moine.
- Mauxe et Vénérand (IVe siècle), Martyrs.
- Nadège de Rome (IIe siècle), martyr.
- Urbain 1er († 230), 17e pape, fêté en France ce jour mais les 19 décembre pour l'Église universelle.
- Worard, Winetbald, Gerwald et Réginard († 861), moine et martyr.
- Zénobe de Florence (Ve siècle), évêque.

#### Saints et bienheureux catholiques du jour
référencés ci-après :
- Andrea Bertoni († 1483), bienheureux prêtre italien.
- Cristóbal Magallanes Jara (es) et ses 24 compagnons[18] († 1927), martyrs mexicains.
- Denys Sebuggwawo († 1886), un des jeunes martyrs de l'Ouganda (les martyrs de l'Ouganda sont également fêtés tous ensemble les 3 juin sinon les 9 octobre).
- Gérard de Lunel († 1346), ermite près du pont du Gard, qui mourut au cours d’un pèlerinage par mer en Terre sainte.
- Grégoire VII († 1085), moine bénédictin devenu pape.
- Madeleine-Sophie Barat († 1865), religieuse française fondatrice d'une congrégation religieuse.
- Marie-Madeleine de Pazzi († 1607) / « Catherine Pazzi », carmélite italienne et mystique.
- Nicolas Cehelskyij († 1951), bienheureux prêtre ukrainien martyr.
- Pierre Doan Van Vân († 1865), laïc vietnamien martyr.

#### Saints orthodoxes?
aux dates éventuellement "juliennes" / orientales, outre les saints œcuméniques voire pré-schismatiques ci-avant... 

### Prénoms du jour
Bonne fête aux Sophie, ses variantes : Sofia, Sonia, Sonja, Sophia, Zofia ; leurs composés : Madeleine-Sophie, Marie-Sophie, Marie-So, Anne-Sophie, Anne-So, etc. ; voire la possible forme masculine Sophien.
Et aussi aux :
- Bède et son variant Beddy (cf. le Vénérable ci-avant et jusqu'au 27 mai vers Cantorbéry notamment).
- Aux Nadège et ses variantes : Nadia, Nadette, Nadine, etc.
- Aux Urbain, Urbaine, Urban, Urbane, Urbanie, Urbano, Urbanus, Urvan en breton, etc. (19 décembre par l'Église universelle hors-francophonie d'Europe).

## Traditions et superstitions

### Coutumes
Dans les monts du Cantal et l'Aubrac en Auvergne (Massif central en France et U.E.), le jour de la saint-Urbain était une date de transhumance avec remontée des troupeaux dans les estives, jour resté à Aurillac une fête foraine annuelle afférente explicitement appelée « la foire de la saint-Urbain ».

### Dictons
Saint Urbain est le dernier des saints de glace tardifs (cf. surtout 11, 12 et 13 mai, mais encore 19 mai du petit Yvonnet), d'où de nombreux dictons concernant cette période climat(olog)ique, comme pour exemples :
- « À la saint-Urbain, le forment[19] fait grain. » (Moselle, en passant par la Lorraine, en France et Europe)
- « À la saint-Urbain, la fleur au grain. » (Vosges, Lorraine sud)[20]
- « À la saint-Urbain s’il fait beau, on le porte en procession. S’il gèle, les vignerons fâchés le jettent le cul dans les orties.»[21] (Lorraine encore)
- « Après la saint-Urbain, ce qui reste appartient au vilain. » (Meuse en Lorraine toujours)
- « Après la saint-Urbain, plus ne gèlent vin ni pain. » (Nièvre, Rhône)
- « Gelée le soir de saint-Urbain, anéantit fruits, pain, vin. »[22]
- « Le soleil de saint-Urbain amène une année de grand bien. »[22]
- « Mamert, Pancrace, Boniface sont les trois saints de glace, mais Saint Urbain tient tout dans sa main. »[22]
- « Pluie de saint-Hugues [1er avril] à sainte-Sophie [via 29 avril e.g.], remplit (les) granges et (les) fournils (ou / et barils). »[23] (après saints cavaliers puis saints de glace parfois prolongés ès météos[24])Serviette portant le nombre 42 autre référence au Guide du voyageur galactique à l'occasion du jour de la serviette

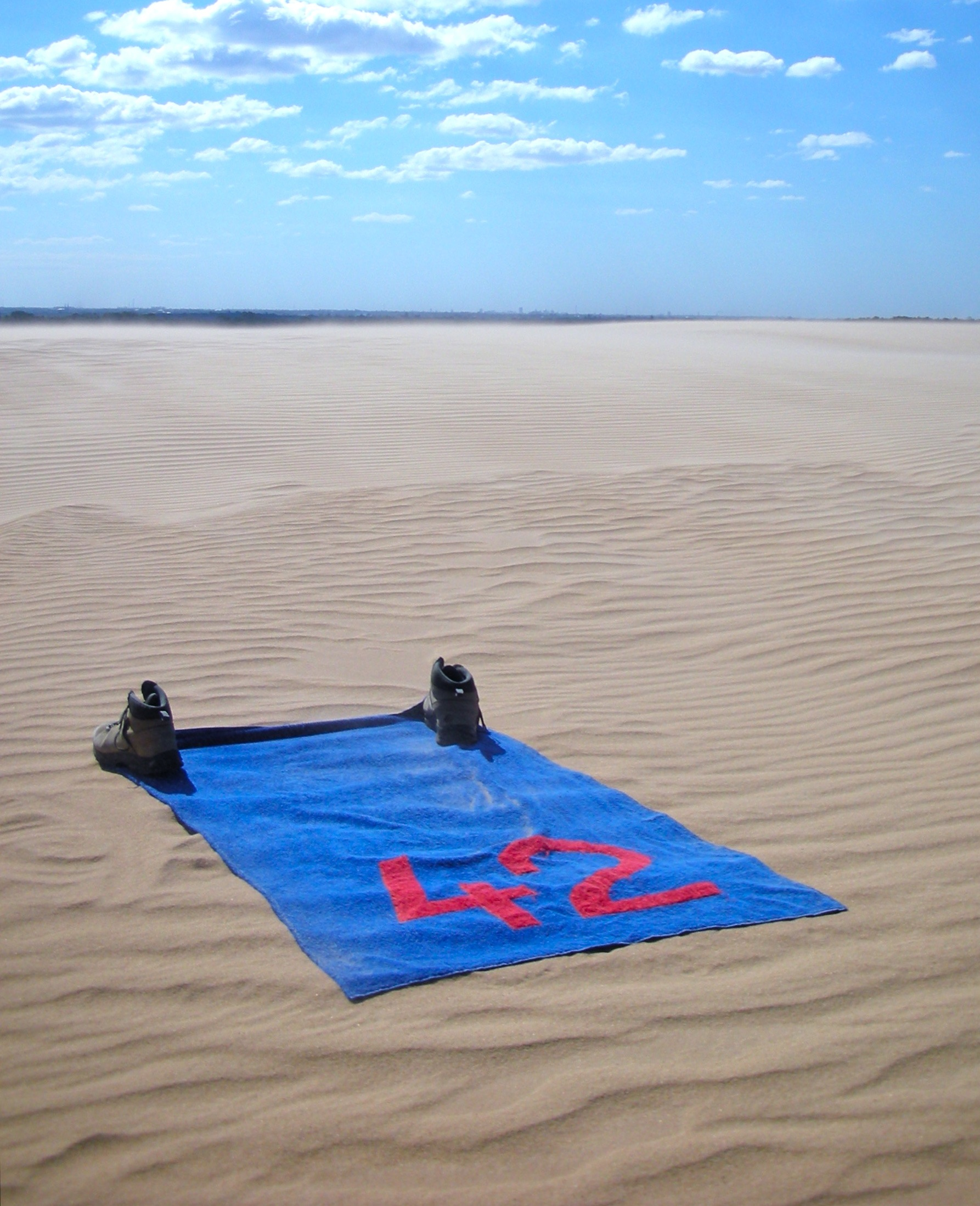
Serviette portant le nombre 42 autre référence au Guide du voyageur galactique à l'occasion du jour de la serviette

- « Quand la saint-Urbain est passée, le vigneron est rassuré. »[25]
- « Saint Urbain, dernier marchand de vin. »
- « S'il pleut à la saint-Urbain, c'est quarante jours de pluie en chemin. »[22]
- « Urbinet [Saint Urbain], le pire de tous quand il s'y met, car il casse le robinet. »[22]

### Astrologie
- Signe du zodiaque : 4e jour du signe astrologique des Gémeaux.

### Littérature
- « jour de la serviette » / towel day, honorant Douglas Adams et son Guide du voyageur galactique, illustrés ci-contre.